# Claudia Mauro
Claudia Fellipe Di Mauro (Rio de Janeiro, 11 de fevereiro de 1969) é uma atriz, bailarina e escritora brasileira. Conhecida por seu trabalho no teatro e na televisão desde o final dos anos 80, ela recebeu vários prêmios, incluindo um Prêmio APTR, além de ter recebido indicações para um Prêmio Cesgranrio e um Prêmio Botequim Cultural.
Mauro teve sua descoberta retratando a sedutora Capitu no seriado Escolinha do Professor Raimundo (1992), pelo qual ganhou popularidade na televisão brasileira. Isso a levou a outros papéis na televisão, como a dona de casa Valquíria Assunção em História de Amor (1995), a babá Lisa em Por Amor (1997) e vilã ambiciosa Simone Moralles em Estrela de Fogo (1998), sendo essa sua primeira grande personagem em telenovelas. Ela também já atuou em diversas outras produções, destacando-se como a preconceituosa Angélica Cunha em Páginas da Vida (2006) e como Maria de Nazaré, mãe de Jesus, na novela bíblica Jesus (2018).
No teatro, ela desenvolveu uma vasta carreira como atriz e autora. Sua estreia se deu em 1982 no teatro musical no espetáculo Vira – Avesso. Também se dedicou à dança estudando fora do país. Cláudia atuou ao lado de grandes nomes do teatro nacional, como em Entre Amigas (1993), Bodas de Papel (2000), Nada de Pânico (Noises off) (2003) e Da Vida das Marionettes (2014). Em 2017, foi aclamada pela crítica pela performance e autoria no espetáculo A Vida Passou Por Aqui, pelo qual foi indicada ao Prêmio APTR de Melhor Atriz e Melhor Texto, entre outros. Em 2023, ganhou repercussão como a antagonista Pilar na telenovela Travessia.

## Carreira
Cláudia começou sua carreira no teatro profissional no início da década de 1980 com o espetáculo Vira – Avesso, um musical produzido por seu irmão, o também ator André Di Mauro, e dirigido por Milton Dobbin com com o grupo teatral Além da Lua. Sua formação acadêmica inclui os renomados cursos de atuação no teatro O Tablado e na Casa das Artes de Laranjeiras, duas das mais renomadas escolas de atuação no Brasil. No início da carreira como atriz, ela se destacou em mais duas produções teatrais de seu irmão, André, ambas peças musicais produzidas pela companhia Além da Lua: Vai-Vem (1982) e Azul (1983–84). Em 1985, foi dirigida por Carlos Wilson em uma adaptação do espetáculo Os XII Trabalhos de Hércules.
Além da formação como atriz, Cláudia também cursou a Faculdade de Letras Pontifícia Universidade Católica do Rio de Janeiro (PUC/RJ). Ela também é bailarina, dançando com nomes renomados do ballet, como Carlota Portella,  Renato Vieira, Silvia Matos, Marly Tavares e Lennie Dale. Morou em Londres, durante dois anos, entre 1986 e 1987, estudando em cursos de ballet pela Pianeapple Dance Srudios. De volta ao Brasil, em 1987, atuou pela primeira vez no cinema no drama biográfico Leila Diniz, protagonizado por Louise Cardoso, e, em 1988, atuou no musical Splish Splash, escrito por Flávio Marinho e dirigido por Wolf Maya.
Em 1988, foi selecionada para uma participação especial na novela Bebê a Bordo, exibida às sete horas pela TV Globo, onde interpretou a secretária Dona Brígida, que trabalhava na agência de Walkíria, personagem de Márcia Real. Entre 1991 e 1992 foi dirigida por Cininha de Paula na peça de teatro Meu Primo Walter. Em 1992, integrou o elenco do seriado de comédia Escolinha do Professor Raimundo, liderado pelo comediante Chico Anysio, onde permaneceu por três temporadas como a sedutora Capitu. Esse foi seu primeiro grande trabalho na televisão e lhe rendeu maior projeção no mercado de trabalho. Ela desejava desempenhar outros papéis na emissora e então pediu para sair do programa para se engajar em outros projetos, recebendo o aval de Chico Anysio e da diretora Cininha de Paula.
Em 1993 atuou no sucesso teatral Entre Amigas, dirigida por Cecil Thiré, e voltou a trabalhar com seu irmão em Flicts, um musical de Ziraldo. Em 1995 foi convidada por Emiliano Queiroz para atuar em sua peça Sara e Severino. Ainda em 1995, após três meses fora do ar na televisão, foi convidada pelo diretor Ricardo Waddington para atuar na novela História de Amor, de Manoel Carlos, exibida às seis horas pela TV Globo, onde interpretou a dona de casa Valquíria Assunção.
Nos anos seguintes, na televisão, limitou sua atuação em participações especiais em seriados, como Caça Talentos e A Justiceira. Também esteve no elenco da peça Salve Amizade (1997–98). Em 1997, voltou a trabalhar com Manoel Carlos, autor o qual viria a ser um de seus principais parceiros na televisão, na novela das nove Por Amor, como a babá Lisa. Em 1998, transferiu-se para a RecordTV atuando em um dos papéis centrais da segunda fase da novela Estrela de Fogo, como a vilã ambiciosa Simone. Na produção, ela teve a oportunidade de fazer um trabalho diferente do habitual em sua carreira e se inovou ao fazer papel de vilã, trazendo nuances e profundidade para sua personagem, e mostrando que a maldade pode ser retratada de maneira sutil e intrigante.
No início dos anos 2000, Claudia se dedicou ao teatro, atuando em diversas peças e ganhando reconhecimento por sua habilidade em interpretar personagens complexas e emocionantes. Sua atuação nos palcos a tornou uma das grandes referências da época. Em 2000, esteve no palco com duas grandes produções, na comédia Laboratório de Humor, dirigida por Antonio Vinicius, e no drama Bodas de Papel, escrita por Maria Adelaide Amaral e dirigida por Carlo Milani. Em 2001, atuou em Frisson, musical de Marcelo Saback, e em 2002 atuou em Caixa 2, de Juca de Oliveira e com direção de Fauzi Arap. Depois de cinco anos afastada das novelas, ela voltou a atuar em O Beijo do Vampiro (2002) como a empregada e guardiã Matilde. Em 2003, participou de Nada de Pânico (Noises off), um grande espetáculo dirigido em conjunto por Enrique Diaz, Marco Nanini e Guel Arraes. No mesmo ano, atuou em A Flor do Meu Bem-Querer. Em 2004 foi dirigida pela dama do teatro brasileiro Bibi Ferreira em DNA – Nossa Comédia.
Entre 2005 e 2006, esteve em cartaz em uma peça escrita por Manoel Carlos, Off, dirigida por Monica Lazar. Ao fim da temporada, foi convidada para voltar às novelas em Páginas da Vida, de Manoel Carlos, onde desempenharia um de seus papéis mais importantes e marcantes da carreira. Na trama, Cláudia Mauro interpretou uma mulher preconceituosa que morreu em um assalto a um ônibus. Sua personagem despertou repulsa no público por suas atitudes preconceituosas e racistas, mas também provocou reflexões sobre os perigos do ódio e da intolerância. Mesmo sendo uma personagem controversa, Cláudia Mauro conseguiu transmitir as nuances de sua personalidade e mostrar a complexidade do ser humano, tornando-a mais real e verossímil. Sua atuação foi marcante e impactante, gerando discussões importantes sobre temas relevantes na sociedade.
Em seguida, ela voltou a se dedicar aos palcos. Em 2007 atuou em O Baile. Em 2008 esteve em Eu sou o Samba, musical de Fátima Valença, e fez participações em episódios dos seriados Faça Sua História e Guerra e Paz. Em 2009, integrou o elenco da 16ª temporada de Malhação, como Iracema, uma mãe dedicada à família. Nos palcos, atuou na montagem Cabaret Melinda (2009). Afastou-se da atuação para se dedicar à maternidade.
Cláudia voltou aos palcos quatro anos mais tarde em Randevu do Avesso, peça com direção do Jose Possi Neto que ficou em cartaz entre 2012 e 2013. DSara e Severinonos afastada da televisão e oito anos longe das novelas, voltou a atuar na TV Globo na novela Em Família (2014), mais uma vez em parceria com Manoel Carlos, nessa que seria a última obra do autor para a televisão. Também esteve em Da Vida das Marionettes (2014), uma adaptação do filme de Ingmar Bergman com direção do Guilherme Leme. Em 2015, mais uma peça, Eu e Ela. Em 2017 foi contratada pela RecordTV, onde atuou na novela bílbica O Rico e Lázaro. Em 2018, ganhou grande destaque ao interpretar Maria de Nazaré, a mãe de Jesus, na novela bíblica Jesus.
Após sete anos afastada da TV Globo, a atriz voltou com tudo em sua atuação na novela Um Lugar ao Sol (2021). Na trama, ela interpretou Helena Valentim, que reaparece na vida de seu ex-marido Paco (Otávio Muller) e estremece seu novo relacionamento.
Em 2023, foi convidada para integrar o elenco da novela Travessia, a convite da autora Glória Perez, mãe  de sua amiga Daniella Perez. para interpretar a vilã Pilar. Sua personagem ganhou muita repercussão e é diferente de tudo que já fez. Em entrevista ao website NaTelinha, ela disse: "Estou adorando. A Pilar é realmente diferente de tudo o que eu já fiz. Está me dando a oportunidade de mostrar duas faces, duas personagens em uma só. De um lado, aquela mulher que se faz passar por amiga, mais popular, animada, que vai para o samba, para o núcleo delicioso de Vila Isabel. E, do outro lado, a verdadeira personalidade dela, de mafiosa."

## Vida pessoal
É irmã do ator André Di Mauro, prima da também atriz Giovanna Antonelli, esposa do ator Paulo César Grande desde 1994, com quem tem dois filhos.

## Filmografia

### Televisão
| Ano     | Título                          | Personagem                | Notas                              |
| ------- | ------------------------------- | ------------------------- | ---------------------------------- |
| 1988    | Bebê a Bordo                    | Dona Brígida              | Participação                       |
| 1992–94 | Escolinha do Professor Raimundo | Capitulina / Capitu       |                                    |
| 1995    | História de Amor                | Valquíria Assunção        |                                    |
| 1996    | Caça Talentos                   | Úrsula                    | Episódio: "Jazão Mega Boss"        |
| 1997    | A Justiceira                    | Selma                     | Episódio: "Criador e Criatura"     |
| 1997    | Você Decide                     | Roberta                   | Episódio: "Quando Eles Amam"       |
| 1997    | Por Amor                        | Lisa                      |                                    |
| 1998    | Estrela de Fogo                 | Simone Moralles           |                                    |
| 2001    | Brava Gente                     | Emília                    | Episódio: "História de Carnaval"   |
| 2002    | O Beijo do Vampiro              | Matilde                   |                                    |
| 2003    | Carga Pesada                    | Socorro                   | Episódio: "Não Faz Diferença"      |
| 2005    | A Diarista                      | Laura                     | Episódio: "Quero Ser Solineuza"    |
| 2006    | Páginas da Vida                 | Angélica Cunha            |                                    |
| 2008    | Faça Sua História               | Sara                      | Episódio: "A Última Farra"         |
| 2008    | Guerra e Paz                    | Lu                        | Episódio: "Pais & Filhos"          |
| 2009    | Malhação                        | Iracema Vidal             | Temporada 16                       |
| 2014    | Em Família                      | Ana                       |                                    |
| 2015    | As Canalhas                     | Angélica                  | Episódio: "Sônia"                  |
| 2015    | Romance Policial – Espinosa     | Marlene                   | Episódio: "Um Assassino Entre Nós" |
| 2016    | Os Suburbanos                   | Suzana                    | Episódio: "Me Amarro Nessa Casa"   |
| 2017    | Sem Volta                       | Claire Bittencourt        |                                    |
| 2017    | O Rico e Lázaro                 | Ilana Bach                |                                    |
| 2018    | Jesus                           | Maria de Nazaré           |                                    |
| 2020    | A Divisão                       | Débora Bismark            | Temporada 2                        |
| 2022    | Um Lugar ao Sol                 | Helena Valentim           |                                    |
| 2023    | Travessia                       | Pilar                     |                                    |
| 2024    | Reis                            | Maaca, Rainha-Mãe de Judá | A partir da 11ª temporada          |
| 2024    | O Jogo que Mudou a História     | Tina                      |                                    |

### Cinema
| Ano  | Título                                   | Personagem         | Notas          |
| ---- | ---------------------------------------- | ------------------ | -------------- |
| 1987 | Leila Diniz                              | Suzy               |                |
| 1997 | For All - O Trampolim da Vitória         | Ana                |                |
| 1999 | O Viajante                               | Irmã               |                |
| 1997 | Tangerine Girl                           | Ledinha            | Curta-metragem |
| 2001 | Minha Vida em Suas Mãos                  |                    |                |
| 2003 | Viva Sapato!                             | Conchita           |                |
| 2006 | Acredite, um Espírito Baixou em Mim      | Normanda           |                |
| 2006 | O Amigo Invisível                        | Lurdes             |                |
| 2016 | É Fada!                                  | Professora de Jazz |                |
| 2019 | Carlinhos e Carlão                       | Kelly              |                |
| 2019 | De Pernas pro Ar 3                       | Marta              |                |
| 2025 | Todo Mundo (Ainda) Tem Problemas Sexuais | Tina               |                |

## Teatro
- 2017 – A Vida Passou Por aqui
- 2015 – Eu e Ela
- 2014 – Da Vida das Marionettes
- 2013 – 2012 – Randevu do Avesso
- 2009 – Cabaret Melinda
- 2008 – Eu sou o Samba
- 2007 / 2008 – O Baile
- 2005 / 2006 – Off
- 2004 – DNA – Nossa Comédia
- 2003 / 2004 – A Flor do Meu Bem-Querer
- 2003 – Nada de Pânico (Noises off)
- 2002 – Caixa 2
- 2001 – Frisson
- 2000 – Bodas de Papel
- 2000 – Laboratório de Humor
- 1997 / 1998 – Salve Amizade
- 1995 – Sara e Severino
- 1993 / 1994 – Flicts
- 1993 / 1994 – Entre Amigas
- 1991 / 1992 – Meu Primo Walter
- 1988 / 1989 – Splish Splash
- 1985 / 1986 – Os XII Trabalhos de Hercules
- 1983 / 1984 – Azul
- 1982 – Vai-Vem
- 1981 – Vira – Avesso

## Prêmios e indicações
| Ano  | Associações                 | Categoria                 | Nomeações          | Resultado |
| ---- | --------------------------- | ------------------------- | ------------------ | --------- |
| 2017 | Prêmio APTR de Teatro       | Melhor Atriz Protagonista | A Vida Passou Aqui | Indicada  |
| 2017 | Prêmio APTR de Teatro       | Melhor Autor              | A Vida Passou Aqui | Venceu    |
| 2017 | Prêmio Botequim Cultural    | Melhor Texto              | A Vida Passou Aqui | Indicada  |
| 2017 | Prêmio Cesgranrio de Teatro | Melhor Atriz              | A Vida Passou Aqui | Indicada  |
| 2017 | Prêmio Cesgranrio de Teatro | Melhor Texto              | A Vida Passou Aqui | Indicada  |